# Hugo Valentin
Hugo Mauritz Valentin (Contea di Östergötland, 4 ottobre 1888 – Uppsala, 7 maggio 1963) è stato uno storico svedese.

## Biografia
Nacque nella Contea di Östergötland nel 1888. Si è laureato nel 1916 presso l'università di Uppsala con una tesi sul Ritterhaus durante il Frihetstiden. Successivamente ha insegnato a Falun e Uppsala. Nel 1930 è stato nominato docente della sua università. Nel 1948, il governo svedese gli conferì il titolo onorifico di professore.
Valentin era particolarmente interessato a ricerche storiche sul XVIII° secolo, specialmente per quanto riguarda la Svezia e l'ebraismo. Acquisisce, per la prima volta una certa notorietà, dopo aver completato nel 1924 la storia degli ebrei in Svezia nel 1924, "Judarnas historia i Sverige" . Negli anni '30 e '40 Valentin si dedicò con maggior attenzione alla storia contemporanea. In particolare, il suo lavoro, "Antisemitism i historisk och kritisk belysning" , tradotto in diverse lingue, è stato apprezzato a livello internazionale.
Nel luglio 1936, a Copenaghen, è stato presidente della "Prima conferenza sionista dei paesi scandinavi" .
Nell'ottobre del 1942, presentò l'Olocausto al vasto pubblico svedese in un articolo ben documentato.
L'Università di Uppsala ha istituito dal 2009 il Centro Hugo Valentin, dedicato allo studio di fenomeni e processi etnicamente correlati, la ricerca sull' Olocausto e il genocidio.

## Opere
- Antisemitism i historisk och kritisk belysning
  - Antisemitism historically and critically examined, New York, Viking Press, 1936.
- Judarna i Sverige, Stoccolma, Bonnier, 1924
- Judarnas historia i Sverige
- Frihetstidens Riddarhus. Några bidrag till dess karakteristik
- Fredrik den Store inför eftervärlden : en historiografisk studie
- Urkunder till judarnas historia i Sverige
- Frihetstiden inför eftervärlden
- The protocols of the elders of Zion
- The Jews and bolshevism
- The Jews' financial power